# Прекопова, Наталия
Наталия Прекопова (чеш. Natália Prekopová; род. 31 мая 1989, Илава, Чехословакия) — словацкая биатлонистка, участница этапов Кубка мира в составе сборной Словакии.

## Биография
Наталия Прекопова родилась 31 мая 1989 года в городе Илава. Биатлоном начала заниматься в 15 лет. С 2008 года биатлонистка выступает за различные сборные своей страны. Через год спортсменка попала в основную национальную сборную Словакии, став второй на чемпионате мира среди юниоров. Через год она сумела отобраться на Олимпиаду. На ней Прекопова выступила только в эстафете. Кроме того, биатлонистка участвовала в двух чемпионатах мира по биатлону. Лучший результат на этапе кубка мира по биатлону 42-е место. Завершила карьеру в сезоне 2015/2016 г.

## Кубок мира
Наивысшее достижение Наталии Прекоповой в розыгрыше Кубка мира в личной гонке — это 43-е место в индивидуальной гонке на этапе Кубка мира в немецком Рупольдинге в сезоне 2013/2014.

## Участие в Олимпийских играх
| Год  | Место проведения | Инд | Спр | Пр | МС | Эст |
| ---- | ---------------- | --- | --- | -- | -- | --- |
| 2010 | Ванкувер         | —   | —   | —  | —  | 13  |